# Colocation

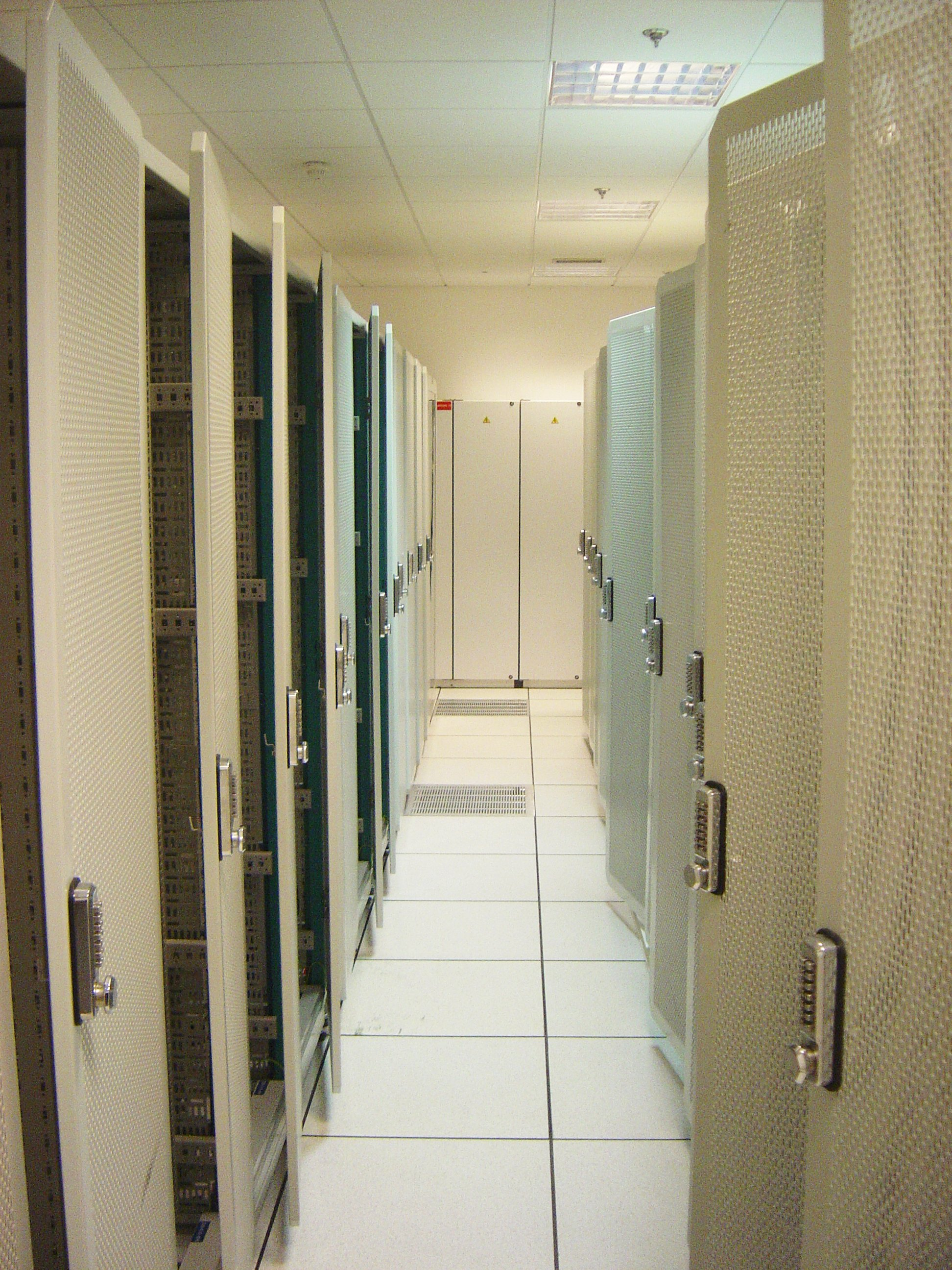
A sala do Telecity colocation centre em Aubervilliers, periferia nordeste de Paris, onde estão hospedados alguns servidores da Wikipédia

Co-location, colocation ou housing (aluguel de espaço de hospedagem web, entendido como espaço físico e infra-estrutura) é uma modalidade de alojamento web, destinada principalmente a grandes organizações e a empresas de serviços web. Alguns países usam mais o termo colocation, noutros (Portugal, Espanha, Alemanha...) o termo housing é mais frequente. 
Um colocation centre (também chamado "colo" ou carrier hotel)  é um datacenter independente que oferece hospedagem compartilhada para múltiplos servidores de diversas organizações. Estas alugam a rede e dispositivos de armazenamento de dados, interconectando-se a vários provedores de serviços de telecomunicações e outros  serviços em rede, além de usufruir da infra-estrutura.
Geralmente as organizações recorrem à colocation pela economia de custo e tempo obtida em aplicações de rede críticas para as quais são necessárias infra-estruturas autônomas muito caras. Ademais os sistemas mecânicos de grande capacidade requerem  grandes áreas: um colocation center típico deve ter de 4 500 a 9 500 metros quadrados. O compartilhamento da infra-estrutura do Centro de Processamento de Dados, proporciona significativos ganhos de escala.
Com os recursos de TI e de comunicações localizados em local seguro, as empresas de telecomunicações, Internet, ASP, os provedores de conteúdo e outras organizações usufruem de maior rapidez na transferência de dados e informações, podendo dedicar mais tempo ao seu negócio principal. 
Finalmente, ao terceirizar a rede de tráfego para um provedor de serviços do colocation center, dotado de maior capacidade de transmissão (maior Largura de banda), a velocidade de acesso ao website  aumenta consideravelmente. Os usuários reduzem seus custos de tráfego e liberam suas redes internas para outros usos.